# 서남 방언
서남 방언 또는 호남 방언, 전라도 방언은 한반도 서남부에서 사용되는 한국어의 방언 중 하나이다. 언어학과 방언학의 관점에서 엄밀한 정의는 아니나, 일반적으로 전라도 사투리로 불린다.
일반적으로 광주광역시, 전라남도, 전라북도 등 호남 지방 일대 지역에서 사용된다. 서남 방언의 자음 체계는 중부 방언과 동일하다. 소백산맥을 경계로 동남 방언과 구획된다.
중부 방언, 서북 방언과 함께 음장 방언으로 분류되며, 서남 방언에서 소리의 길이는 방언의 화자들에게 있어 의미적으로 구분된다.

## 음운론
서남 방언은 소위 움라우트화 현상이 많이 일어나는데, '퇴끼'(토끼), '괴기'(고기), '가랭이'(가랑이) 등을 예로 들 수 있다. 또한 'ㅓ'가 'ㅡ'로 발음되거나 'ㅔ'가 'ㅣ'로 발음되는 등의 고모음화 현상이 특징이며 이러한 현상은 장모음에서 빈번하다. '그짓말'(거짓말), '비개'(베개) 등이 그 예이다. 그리고 보통 끝에 ~디 , ~잉 등이 온다.
역행동화가 유난히 심한 것도 이들 방언의 특징이다. '잽히다'(잡히다)니 '괴기/게기'(고기) 등의 역행동화의 분포는 전국적으로 상당히 넓으며, '뱁이다, 맴이다'처럼 명사가 뒤에 조사를 만나 역행동화를 일으키는 현상은, 충청도 일부 지방에서도 발견되지만 이 남부 방언에서 두드러지게 나타나는 특징이라 할 만하다.
서남 방언에서 'ㅅ'불규칙 활용을 보이기도 하는 '짓-' 등 일부 용언을 제외하고 'ㅅ'불규칙 용언은 존재하지 않는다. 'ㅂ'불규칙 용언은 일부 경상도 인접 지역에서 'ㅂ'규칙 활용을 하나 이들 지역을 제외하고는 불규칙 활용을 보인다(잇고·이서서[이어서]·춥다·추워).
서남 방언에서 'ㄺ, ㄼ' 등의 용언 어간말 자음군은 자음 앞에서 'ㄹ'을 탈락시켜 발음한다(익다[읽다], 익고[읽고], 넙다[넓다], 넙고[넓고]). 서남 방언에서 중세 국어의 ' '는 제1음절에서 대체로 '아'로 변화했으나 'ㅁ·ㅂ·ㅍ' 등 순음(입술소리) 아래에서는 대부분 '오'로 변화했다.
조사 '의'를 '으'로 발음하는 특징이 있다.
남부 서남 방언에서는 현재시제 선어말어미 '-느-'가 사용되지 않는 경우가 많다(잡은다[잡는다]). 서남 방언의 특징적인 어미로는 하대(下待)의 의문형 종결어미 '-능가', 존재의 설명 또는 의문형 종결어미인 '-(지)라오, -(지)라우', 존대선어말어미 '-게-, -기-, -겨-' 등이 있다. '가셔라우'(가셔요), '할머니가 외게서'(할머니가 오셔서)에서처럼 '-게/겨-'가 쓰이는 현상도 특기할 만하다.
이유 표시 어미로는 '-응깨'와 '-응개'가 있는데 전자는 남부 서남 방언에서, 후자는 북부 서남 방언에서 사용된다. 주로 남부 서남 방언이 억양이 더 세며, 광양의 경우 경상도와 닿아 있어서 간혹 동남 방언과 섞이기도 한다.

## 방언 구분

### 전북특별자치도 방언의 하위 구획

#### 언어 분화 기준
어휘 분화를 기준으로 동부와 서부로 구획한 기준.
- 서부 방언권: 옥구, 익산, 완주, 김제, 부안, 정읍, 고창<7개郡> 책을 꽂다.
- 동부 방언권: 무주, 진안, 장수, 임실, 남원, 순창<6개郡> 책을 꼽다.

#### 방언 분화의 음운론적 기준[2]
```
             ┌─ 동북 지역: 무주
* 동부 지역─┤
             └─ 동남 지역: 장수, 순창, 남원
             ┌─ 서북 지역: 옥구, 익산, 김제, 완주, 진안
* 서부 지역─┤
             └─ 서남 지역: 부안, 정읍, 고창, 임실

```

※ ‘ㅇ·’음이 ‘아’로 바뀐 지역<완주, 익산, 옥구, 김제, 부안, 무주> (여기에서 ·는 아래아를 뜻함)
<보기> ㅁ·ㄹ→말, ㅍ·ㄹ→팔, ㅍ·리→파리
‘ㅇ·’음이 ‘오’로 바뀐 지역<순창, 고창, 남원, 정읍, 임실>
<보기> ㅁ·ㄹ→몰>말, ㅍ·ㄹ→폴, ㅍ·리→파리

### 전라남도 방언의 하위 구획

#### 다른 지역 방언의 영향 여부에 따라 다음과 같이 구획한다.[3]
- 서북부 방언권 ―다른 지역 방언의 영향을 덜 받은 지역: 광산, 담양, 곡성, 화순, 나주, 장성, 함평, 영광, 무안, 신안
- 서남부 방언권 ―전북 방언과 대립을 보이는 지역: 보성, 장흥, 강진, 해남, 영암, 완도, 진도, 흑산도
- 동부 방언권 ―경남 방언의 영향을 받은 지역:  구례, 광양, 여천, 승주, 고흥, 거문도

#### 음운, 형태, 어휘 분포를 기준으로 다음과 같이 구획함.[4]
- 동북부 방언권: 구례, 광양, 여천
- 동남부 방언권: 승주, 보성, 고흥
- 서북부 방언권: 영광, 장성, 담양, 곡성, 무안, 광주, 나주, 화순
- 서남부 방언권: 목포, 영암, 장흥, 강진, 해남, 진도, 완도

## 음운
- 10개 단모음 체계 실현. 다만 중․서부 전남지역에서는 /e/와 /ɛ/가 합류되어 9개 단모 음 체계 형성.
- 이중모음 ‘ㅢ’가 존재하지 않는다. 단어의 첫음절 ‘ㅢ’는 ‘으’로, 둘째 음절 ‘ㅢ’는 ‘이’로 실현됨. 관형격 조사 ‘ㅢ’는 ‘으’ 혹은 ‘에’로 실현됨. <보기> 으사(의사), 토이(토의), 나으(의) 책
- ㅇ·가 ‘오’ 혹은 ‘아/어’로 실현된다. <보기> ㅁ·ㄹ→몰/말, ㅍ·리→포리/파리, ㅍ·ㅌ→퐅/팥
- 어두 경음화 현상이 활발히 나타남. <보기> 뚜부(두부), 쭐거리(줄거리)
- 전설 모음화 현상이 활발히 실현됨. <보기>  씨다(쓰다), 연:십(연습)
- 구개음화 현상이 활발히 나타남. <보기>성(형), 전디다(견디다), 찌워(끼워), 지름(기름)   (7) 움라우트 현상이 활발히 나타남. <보기>에미(어미), 애비(아비), 퇴끼(토끼), 배비(밥이)
- 축약 현상이 일어나지 않는다. <보기> 모대요(못해요), 부다고(붓하고), 바바고(밥하고), 급하다(그바다), 솔직히(솔찌기)

### 전북특별자치도 음운
- 단모음: 고창에서는 ‘i, E, ü, ö, ɨ, ə, a, u, o 등 9개가 실현된다. 그 나머지 지역에서는 10개 모음이 실현된다.
- 음장이 실현된다.

### 전라남도 음운
- 단모음: ‘장성, 담양, 함평, 광산, 신안, 무안, 나주, 영암, 진도, 해남, 강진, 완도’ 등지에서는 ‘i, E, ü, ö, ɨ, ə, a, u, o 등 9개가 실현된다. 그 나머지 지역에서는 10개 모음이 실현된다.
- 음장이 실현됨.

## 음운 현상

### 전북특별자치도 음운 현상
- 단모음화: 바위→바우<옥구, 진안, 김제, 부안, 정읍, 임실, 장수, 고창, 순창, 남원> 바오<익산, 완주, 무주>
- 모음조화 동요: ①밟아→[발바]<무주, 임실, 장수, 고창>②[발버]<옥구, 익산, 완주, 진안, 김제>

※ 볿아<부안, 정읍, 순창, 남원>
- 구개음화 현상: 김치→짐치/짐채, 김→짐, 견디다→전디다, 형→성, 혓바닥→쎄빠닥, 끼워→찌워
- 어두편음화 현상: 두부→뚜부<완주, 무주, 김제, 부안, 정읍, 임실, 장수, 순창, 남원> ※고창에서는 ‘뜨부’라 함. 삶다→쌂다
- 격음화 현상이 실현되지 않는 경우도 있음.

(1) 떡하고→떡허고<옥구>/떡어고<익산, 완주, 진안, 김제, 부안, 정읍, 임실, 장수, 고창, 순창, 남원>/떡아고<무주>
(2) 밥하고 →밥 허고<옥구, 완주,진안, 김제, 장수>/ 밥 허구<익산>/밥어고<부안, 순창, 남원>/ 밥아고<무주>
- 움라우트 현상이 활발히 실현됨. 다리미 →대리미, 도미→되미, 떡이→떽이<옥구, 완주, 진안, 김제, 정읍, 임실, 장수, 순창, 남원>※ 떡이<옥구, 익산, 무주,고창, 순창>, 허리→헤리, 어미→에미, 먹히다→멕히다

※ 동화주의 ‘이’가 기원적으로 이중모음이었던 ‘wi>i, ʌi>i, ɰi>i’는 움라우트 동화주가 되지 못한다. <보기> 호ㅣ>호미(호무), 나븨>나비(나부), 거믜>거미(거무), 모ㅣ>모기(모구)

### 전라남도 음운 현상
- 단모음화: 의논 →①으논<영광, 장성, 담양, 곡성, 구례, 광산, 신안, 무안, 화순, 승주, 영암, 보성> ②으:논<함평,여천> ③이논<나주,강진, 장흥,완도> ④이:논<광양,진도,해남,고흥>
- 모음조화 동요: ①잡아→[자바]<담양, 곡성, 구례, 함평, 신안, 무안, 승주, 광양, 해남, 보성, 여천> ②[자버]<영광, 장성, 광산, 나주, 화순, 영암, 진도,강진, 장흥, 고흥, 완도>
- 구개음화 현상: 김치→짐치/짐채/짐체/짐차/침채/지, 김→짐, 견디다→전디다, 형→성, 혓바닥→쎄빠닥, 끼워→찌워
- 어두편음화 현상: 두부→① 뚜부<장성, 담양, 곡성, 구례, 함평, 광산, 신안, 승주, 광양,진도, 해남, 장흥, 보성, 고흥, 여천 ※ 전북 완주, 무주, 김제, 부안, 정읍, 임실, 장수, 순창, 남원> ②뜨부<영광, 무안, 나         주, 영암,강진, 완도 ※전북 고창> 삶다→쌂다
- 격음화(자음축약) 현상이 실현되지 않음.

떡하고→①떡허고<영광,나주 ※옥구>②떡하고<승주, 광양, 진도, 강진, 장흥, 고흥,완도> ③떡어고<구례, 함평, 광산, 무안,화순 ※전북 익산, 완주, 진안, 김제, 부안, 정읍, 임실, 장수, 고창, 순창, 남원>④ 떡아고<장성, 담양, 곡성, 신안, 영암, 해남, 보성,여천 ※ 전북 무주>
- 움라우트 현상이 실현됨.

떡이→①떽이<담양, 구례, 승주, 광양, 장흥, 보성, 고흥, 여천(8개군)※전북  옥구, 완주, 진안, 김제, 정읍, 임실, 장수, 순창, 남원>
※ 는 남부 지역에서는 양순음 ‘ㅁ, ㅍ’에 동화되어 ‘오’로 바뀌었는데, 북부 지역에서는 ‘어’ 또는 ‘아’로 바뀜.
<보기> 말 →몰<광산, 나주, 강진, 장흥> 파리 →포리<완도(퍼리)를 제외한모든 지역> 팥<전 지역에서 ‘폿’ 혹은 ‘퐃’이라고 함.>

## 어휘
특징적 어휘 예시: 시안(겨울), 괴비(호주머니), 깍끔(산), 빡보(곰보), 아래기(소주), 추수새기(수수께끼), 세우(바늘), 사챙이(새끼), 배고마(배꼽), 훈지(그네), 숨기새기(숨바꼭질/숨박곡질), 자갈줄(고삐), 다듬독(다듬잇돌/다듬이돌), 망생이(망아지), 강생이(강아지), 깨고락지(개구리), 포도시(겨우), 무담시/무단씨/맬갑시(괜히), 금새보/폴새(벌써), 댑대로(도리어), 나코(나중에), 역실로/역부로(일부러), 싸게(빨리), 모냐치게(먼저번에), 데고(함부로), 꼼치다(감추다), 땡기다(던지다), 몽니부리다(화내다), 시피보다/시퍼보다(업신여기다), 돌르다(훔치다), 꼼치다(감추다), 방구다(겨누다), 지루다(기르다), 벌씨다(까다), 피맡다(뱉다), 찌끌다(뿌리다), 아부이/아배/압씨(아버지), 어무이/어매/엄씨(어머니), 아지매(아주머니), 할매/함씨(할머니), 할압시/한압씨(할아버지),  가시보시(부부), 가시나(여자아이), 큰애기(처녀) 등.

### 전북특별자치도 어휘
- 간장: ⓛ간장(옥구, 익산, 진안, 무주, 부안, 정읍, 임실, 고창, 남원)②장(완주) ③장:(김제, 정읍, 장수, 순창)
- 상추: ①상추(옥구, 익산, 완주, 진안, 무주, 김제, 부안, 정읍, 임실, 장수, 고창, 남원, 순창) ②상초(순창)
- 부추: ①솔:(옥구, 익산, 완주, 진안, 김제, 부안, 정읍, 임실, 고창, 순창, 남원) ②정구지(무주, 장수)
- 김: ①짐(진안) ②짐:(옥구, 익산, 완주, 무주, 김제, 부안, 정읍, 임실, 장수, 고창, 순창, 남원) ③해오(옥구, 김제, 임실, 장수) ④해우(진안, 무주, 정읍, 고창, 남원) ⑤해이(순창)
- 고구마: 감자(임실, 고창)
- 게: →①기:(옥구, 익산, 완주, 김제, 부안, 정읍, 고창) ②그이(완주) ③ 게:(진안, 무주, 임실, 장수, 순창, 남원)
- 새우 :①새우(완주) ②새오(옥구, 익산, 김제) ③새비(진안, 무주, 부안,정읍, 임실, 장수, 순창,남원) ④세비(고창) ⑤징게미(임실, 장수,순창, 남원)
- 우렁 →울벵이(무주)
- 파리: ①파리(진안, 무주, 김제, 정읍, 임실, 순창) ②퍼리(옥구, 익산, 완주, 김제, 장수)  ③포리(부안, 정읍, 임실, 고창, 순창,남원)
- 벌레: ①벌거지(무주, 김제, 장수, 남원) ②버러지(임실, 장수, 고창, 순창) ③버럭지(익산, 완주,김제, 부안) ④버레기(정읍) ⑤벌기(옥구)⑥물컷 (옥구, 익산, 진안, 김제, 부안, 정읍, 임실, 장수, 고창, 남원)
- 진달래: ①창꽃(임실, 장수, 순창, 남원)②진달리(익산, 부안, 정읍)
- 철쭉: ①개:꽃(완주, 무주, 임실, 장수, 순창, 남원) ②개:진달레(고창) ③개:진달리(부안, 정읍)
- 냉이: ①나싱게(완주, 진안, 무주) ②나숭게(옥구, 익산, 김제, 부안, 정읍, 임실, 장수, 고창, 순창, 남원) ③아숭게(순창)
- 팥: ①팟(옥구, 익산, 완주, 진안, 무주, 김제, 정읍, 임실) ②폿(전지역 부안, 고창, 순창, 남원)③펏(장수)
- 팥죽: ①퐅죽(전지역 ※부안, 임실, 고창, 순창, 남원) ② 펕죽(진안, 장수)

### 전라남도 어휘
- 간장: ⓛ간장(담양, 곡성, 신안, 진도, 고흥, 여천 ※ 전북 옥구, 익산, 진안, 무주, 부안, 정읍, 임실, 고창, 남원)②장:(나머지 지역, 고흥 포함 ※ 전북 김제, 정읍, 장수, 순창)
- 상추: ①상추(구례 외 전 지역※ 전북 옥구, 익산, 완주, 진안, 무주, 김제, 부안, 정읍, 임실, 장수, 고창, 남원, 순창) ②상초(구례 ※ 전북 순창)
- 부추: ①솔:(옥구, 익산, 완주, 진안, 김제, 부안, 정읍, 임실, 고창, 순창,  남원) ②소불(승주, 광양, 여천) ※ 정구지(전북 무주, 장수)
- 김: ①짐(진안) ②짐:(장성, 담양, 함평, 신안, 무안,나주, 승주, 영암, 진도, 보성, 고흥, 여천 ※ 전북 옥구, 익산, 완주, 무주, 김제, 부안, 정읍, 임실, 장수, 고창, 순창, 남원) ③해오(옥구,김제,임실,장수)            * 해:우(함평, 해남,고흥 ※전북 진안, 무주,정읍,고창,남원) ⑤ 해우(나주, 장흥, 여천)⑥헤:우hE:u(영광, 신안, 무안, 강진) ⑦헤우hEu(구례, 광산, 영암, 완도) ⑧ 해:이(고흥 ※ 전북 순창) ⑨해이(고흥, 곡성, 화순, 광양) ⑩헤이hEi(보성)
- 고구마: ①감자(장성, 담양, 광산, 신안, 무안, 진도) ②감제(영광) ③낭감자(화순) ④고구마(곡성, 함평, 나주,승주, 영암, 해남, 강진, 장흥, 보성, 고흥) ④고:구메(구례) ⑤고구메(승주,완도) ⑥고구매(광양,여천)
- 게: →①기:(영광, 담양, 함평, 광산, 신안, 무안, 영암, 진도, 해남, 강진, 장흥,여천, 완도 ※ 전북 옥구, 익산, 완주, 김제, 부안, 정읍, 고창) ②기(나주, 보성) ③ 게:(장성, 구례, 고흥※ 전북 진안, 무주, 임실, 장수,       순창, 남원)) ④게(곡성, 승주, 광양) ※ 그이(전북 완주)
- 새우 :①새우(완주) ②새오(옥구, 익산, 김제) ③새비(곡성, 함평, 나주,  화순, 광양, 해남, 장흥, 여천 ※ 전북 진안, 무주, 부안, 정읍, 임실, 장수,순창,남원) ④세비(영광, 장성, 담양, 광산, 신안, 무안, 승주, 영암, 진도, 강진, 완도 ※전북 고창) ⑤징게미(구례 ※ 전북 임실, 장수, 순창, 남원)
- 파리: ①파리(진안, 무주, 김제, 정읍, 임실, 순창) ②퍼리(완도 ※전북 옥구, 익산, 완주, 김제, 장수) ③포리(완주를 제외한 모든 지역※부안, 정읍, 임실, 고창, 순창, 남원)
- 벌레: ①벌거지(장성, 곡성, 구례, 함평, 나주, 화순, 승주, 광양, 장흥, 보성, 고흥, 여천 ※무주, 김제, 장수, 남원) ②벌가지(완도) ③버러지(영광, 담양, 곡성, 광산, 무안, 장흥 ※임실, 장수, 고창, 순창)④버라지(신안, 진도) ⑤버럭지(영광 ※익산, 완주, 김제, 부안) ⑥버레(장성) ⑦벌겡이(구례) ⑧벌게(영암) ※버레기(정읍), 벌기(옥구),물컷(옥구, 익산, 진안, 김제, 부안, 정읍, 임실, 장수, 고창, 남원)
- 진달래: ①참꽃(영광, 곡성, 함평, 광산, 무안, 나주, 승주, 강진, 여천, 완도)② 창꽃(구례, 신안, 화순, 광양, 영암, 진도, 해남, 장흥, 보성, 고흥  ※임실, 장수, 순창, 남원)③진지리꽃(장성, 신안)
- 철쭉: ①개:꽃(곡성, 함평, 나주, 화순, 광양, 해남, 장흥, 고흥, 여천 ※완주, 무주, 임실, 장수, 순창, 남원) ②게:꽃 kE:k'ot(영광, 장성, 구례, 광산, 무안, 승주, 영암, 진도, 강진, 보성, 완도)③게:진달레(담양)
- 냉이: ①나싱게(보성※완주, 진안, 무주) ②나숭게(영광, 장성, 담양, 구례, 광산, 무안 ※옥구, 익산, 김제, 부안, 정읍, 임실, 장수, 고창, 순창, 남원) ③나숭개(곡성, 함평, 나주, 화순) ④나승게(승주) ⑤나세(진도) ⑥나시(해남, 완도) ⑦좁살갱이(광양)
- 팥: ①팟(옥구, 익산, 완주, 진안, 무주, 김제, 정읍, 임실) ②폿(전지역 부안, 고창, 순창, 남원)③펏(장수)
- 팥죽: ①퐅죽(전지역 ※부안, 임실, 고창, 순창, 남원) ② 펕죽(진안, 장수)
- 바위→①바우(영광, 장성, 담양, 곡성, 구례, 함평, 광산, 신안, 무안, 나주, 화순, 영암, 진도, 해남, 강진, 장흥, 보성, 고흥, 완도 ※전북: 옥구, 진안, 김제, 부안, 정읍, 임실, 장수, 고창,순창, 남원) ② 바구(승주, 광양, 여천)※ 바오<전북 익산, 완주, 무주>

## 문법
- 목적격 조사(대격토)로 ‘얼, 럴’ 등이 쓰인다.
- 처격 조사 ‘에’와 대응하는 ‘으, 이’, 여격 조사 ‘에게’와 대응하는 ‘으게' 가 쓰인다.

은제 밭으/이 거름얼 냇시까(언제 밭에 거름을 냈습니까)?
성님으게 보일라는 거라오(형님에게 보이려는 것입니다).
- '게’가 처격 조사로 쓰임.

소 몰고 들게 갓지라오(소를 몰고 들에 갔습니다).
- 보조조사(도움토) ‘부텀(부터)’, 꺼지/까장(까지), ‘보돔(보다)’, 조치(조차), ‘이사(이야)’ 등이 쓰인다.
- 인칭대명사 ‘느그(너희), 즈그(저희)’, 재귀대명사 ‘자그(자기)’ 등이 쓰인다.
- 주체존대소 ‘-시-’와 대응하는 ‘-겨-’가 실현되기도 한다.

아부지 나가겨요(아버지 나가세요)? 은제 와겼소(언제 오시었소)?
저분이 교장이시지라오(저분이 교장이십니다). 금새보 오겨라우(벌써 오셔요)?
가겼냐(가셨느냐)? 지겼소(계셔요)'
- 평서형 종결어미(알림맺음토)

높임의 평서형 종결어미로는 ‘-지라오/지라우, -서라오/서라우, -게라오/게라우’ 등이 쓰인다. 이것들은 억양에 의해 의문형 종결어미로 쓰이기도 한다.
나는 내일 가겠서라우(나는 내일 가겠습니다).
진지 잡수섰는게라우(진지 잡수셨습니까)?
낮춤의 평서형 종결어미로 ‘-ㄴ당께(ㄴ다), -랑께(다)’등이 쓰인다.
밥꺼지 해 놧당께로(밥까지 해 놓았다).
그게 고구매랑께(그것이 고구마이다).
- 의문형 종결어미(물음맺음토)

높임의 의문형 종결어미로 ‘-(으)ㅂ니껴(-(으)ㅂ니까), -(으)ㅂ니Ri(-(으)ㅂ니까)-(으)ㅂ디여(-(으)ㅂ디까), -(으)ㅂ디껴(-(으)ㅂ디까), -(으)ㅂ딘저(-(으)ㅂ디까) 등이 쓰인다. 이것들은 표준어 ’-(으)ㅂ디까‘보다 존대 등급이 높다.
합디여(합디까)?, 옵디껴(옵디까)?, 그럽딘저(그럽디까)?, 가십니꺄(가십니까)?
낮춤의 의문형 종결어미로 ‘-지야', ‘제’ 등이 쓰인다.
집이 갓다 오지야(집에 갔다 오지)? 느네 집이 이렁거 많다제(너의 집에 이런 것이 많다지)?
- 명령형 종결어미(시킴맺음토)

높임의 명령형 종결어미로는 ‘-시소(시오), -싯시오(-십시오), -시시소(-십시오)’ 등이 쓰인다. 이 핀지 받으시소(이 편지를 받으시오). 내 부택을 잊지 말으싯시오(내 부탁을 잊지 마십시오). 이 사챙이 받으시시소( 이 새끼를 받으십시오).
표준어 ‘-소/오’와 대응하는 ‘-(으)소’가 쓰인다.
쑤염이나 좀 깎으소(수염이나 좀 깎소).
- 연결어미(이음토) ‘-니까’에 대응하는 ‘-은개로, -닌게로, -닌가, -은깨, -닌께(전북방언)’, ‘-(으)ㅇ께’(전남방언)가 쓰임. [보기]비쌍께, 입응께
- 연결어미 ‘-당께로(-다니까), -(이)랑께로(-(이)라니까), -는디(-는데), -어서사(-어서야), -ㄹ라고(-(으)려고), -(으)먼(-(으)면)’ 등이 쓰인다.
- 전북방언에서 표준어 ‘-을까 봐’와 대응하는 ‘-ㄹ갬시로, -ㄹ갬이로, -땜시(로), -땜이(로)’ 등이 쓰인다.
- 전남방언에서 표준어 ‘때문에’와 대응하는 ‘땀시, 땀새, 난시, 쭈에, 찌우’등이 쓰인다.
- 전남방언에서 ‘그렁게라우(그러니까요), 그런당께라우(그런다니까요)’ 등이 쓰인다.
- 전남방언에서 종결어미에 ‘-잉’을 덧붙여 ‘친근한 다짐’이나 ‘당부’를 나타낸다.

가세잉, 그랍디다잉, 가지 말아잉

### 전북특별자치도 문법
인칭대명사
- 너그덜: 정읍 임실 장수 순창
- 느그덜: 고창
- 너기덜: 부안
- 너이덜: 순천
- 네으덜: 남원
- 너:덜: 진안
- 느:덜: 옥구 익산 완주 무주 김제
- 느:네: 익산

자기
- 자그: 정읍
- 제: 익산 완주 무주 김제 부안
- 지: 장수 순창 남원
- 자기: 옥구 진안 무주 정읍 임실 장수 고창

목적격조사
- '를’→‘럴': 옥구 익산 완주 진안 부안 임실 장수 고창 순창 남원
- '을’→‘얼’: 옥구 진안 무주 김제 부안 정읍 임실 장수 고창 순창 남원

너의
- 너그: 부안 정읍 임실
- 느그: 고창
- 네: 완주 진안 남원
- 느:: 옥구 익산 완주 무주 김제
- 니: 장수 순창

처격조사
- 에’→‘이’: 옥구 익산 완주 진안 무주 부안 정읍 임실 순창

가니?
- 가냐?: 옥구 익산 완주 진안 무주 부안 정읍 임실 순창
- 가느냐?: 진안 임실

그랬니?
- 그랬지아?: 부안
- 그랬제?: 옥구 임실 순창 남원

가는가?
- 강가?: 장수 순창 남원

가세요?
- 가게라우?: 고창
- 가십니껴?: 남원
- 가십니겨?: 순창
- 가싱게라오?: 임실
- 가싱게라우?: 장수
- 가게라오?: 진안
- 가시어라우?: 정읍
- 개기요?: 김제

-(으)면서
- 음서: 옥구 완주 무주 김제 부안 정읍 고창 순창
- 음선: 무주 장수
- 음썬: 임실
- 음성: 남원
- 으먼서: 익산
- 으머: 진안

### 전라남도 문법
인칭대명사 '너희'
- 느그덜: 구례 진도
- 느그: 영광 장성 곡성 무안 나주 승주 영암 해남 강진 장흥 보성 완도
- 니기덜: 담양
- 느그들: 영광 함평 광산 신안 화순 영암 보성 고흥 여천 완도
- 누구: 광양

자기-의
- 이녁(부부간): 영광 장성 담양 신안 나주 승주 영암 진도 장흥 보성 고흥
- 제: 영광
- 지: 영광 장성 담양 곡성 구례 함평 광산 신안 무안 나주 화순 승주 광양 영암 진도 해남 강진 장흥 보성 여천 완도

목적격 조사
- '를’→‘럴’: 구례
- '을’→‘얼’: 구례

처격 조사
- ‘에’→‘이’: 영광 장성 구례 광산 신안 나주 영암 진도 강진 장흥 보성 고흥 여천 완도

가니?
- 가냐?: 영광 장성 담양 곡성 구례 함평 광산 신안 무안 나주 화순 승주 광양 영암 진도 해남 강진 장흥 보성 고흥 여천
- 가네?: 완도

그랬지?
- 그렜지야?: 영광 장성 광산 무안 승주 영암 진도 강진 보성 완도
- 그랬지야?: 곡성 나주 장흥
- 그랬제?: 구례 진도

선어말어미
- ‘-시-’→게: 영광 장성

연결어미 ‘-면’
- -먼: 영광 장성 담양 구례 함평 광산 신안 광양 영암 해남 강진 장흥 보성 완도
- -문: 곡성 무안 나주 승주 진도 고흥 여천
- -멘: 화순

## 서남 방언으로 된 창작물
- 문희옥〈천방지축〉, 1987년에 발표된 노래
- 심상대〈망월〉
- 뜨거운 강 <문순태>